# Júnior (Familienname)
Júnior oder Junior ist ein portugiesischer Familienname.

## Namensträger
- Ademilson Braga Bispo Junior (* 1994), brasilianischer Fußballspieler
- Adolfo Antônio Fetter Júnior (* 1954), brasilianischer Politiker (PP)
- Adolpho Millon Júnior (1895–1929), brasilianischer Fußballspieler
- Alcides de Souza Faria Júnior (* 1993), brasilianischer Fußballspieler
- Alfredo Ellis Júnior (1896–1974), brasilianischer Historiker, Soziologe und Essayist
- Almeida Júnior (1850–1899), brasilianischer Maler
- Antônio de Almeida Moraes Junior (1904–1984), brasilianischer Geistlicher, Erzbischof von Niterói
- Araripe Júnior (1848–1911), brasilianischer Jurist, Literaturkritiker und Schriftsteller
- Arthur Antunes Coimbra Junior (* 1977), brasilianischer Fußballspieler
- Carlos Alberto de Almeida Junior (* 1980), brasilianischer Fußballspieler, siehe Carlinhos (Fußballspieler, 1980)
- Carlos Alberto Carvalho dos Anjos Junior (* 1977), brasilianischer Fußballspieler, siehe Juninho (Fußballspieler, 1977)
- Carlos Alberto Souto Pinheiro Júnior (* 1984), brasilianischer Fußballspieler
- Carlos Antonio de Souza Júnior (* 1994), brasilianischer Fußballspieler
- Carlos de Menezes Júnior (* 1999), brasilianischer Fußballspieler
- Dorival Souza Barreto Júnior (* 1964), brasilianischer römisch-katholischer Geistlicher, Bischof von Januária
- Dossa Júnior (* 1986), zyprisch-portugiesischer Fußballspieler
- Edmílson Junior (* 1994), belgisch-brasilianischerer Fußballspieler
- Egídio de Araújo Pereira Júnior (* 1986), brasilianischer Fußballspieler, siehe Egídio
- Emerson Aparecido Leite De Souza Junior (* 1999), brasilianischer Fußballspieler, siehe Emerson Royal
- Filomeno Junior (Filomeno Junior da Costa, * 1998), osttimoresischer Fußballspieler
- Gélson Tardivo Gonçalves Júnior (* 1974), brasilianischer Fußballspieler
- Gilberto Oliveira Souza Júnior (* 1989), brasilianischer Fußballspieler
- Henrique Júnior, angolanischer Politiker
- Hernani Azevedo Junior (* 1994), brasilianischer Fußballspieler
- Izidoro Martins Júnior (1860–1904), brasilianischer Dichterjurist
- Jakob Carl Junior (1859–1946), deutscher Bauunternehmer
- Jenílson Ângelo de Souza (* 1973), brasilianischer Fußballspieler, siehe Júnior (Fußballspieler, 1973)
- João Doria Júnior (* 1957), brasilianischer Unternehmer und Politiker, Bürgermeister von São Paulo
- Joaquim Mattoso Câmara Júnior (1904–1970), brasilianischer Romanist, Lusitanist und Linguist
- Joel Ramalho Júnior (* 1934), brasilianischer Architekt und Städtebauer
- Jonas Jessue da Silva Júnior (* 1987), brasilianischer Fußballspieler
- José Carlos Júnior (* 1985), brasilianischer Fußballspieler, siehe Juninho (Fußballspieler, 1985)
- José Carlos de Jesus Júnior (* 1977), brasilianischer Fußballspieler, siehe Júnior (Fußballspieler, 1977)
- José Elias Chaves Júnior (1926–2006), brasilianischer Geistlicher, Prälat von Cametá
- José Machado Duarte Junior (1880–1945), portugiesischer Offizier und Kolonialverwalter
- José Renato da Silva Júnior (* 1990), brasilianischer Fußballspieler
- Juan Maldonado Jaimez Júnior (* 1982), brasilianischer Fußballspieler
- Lago Junior (* 1990), ivorischer Fußballspieler
- Leovegildo Lins da Gama Júnior (* 1954), brasilianischer Fußballspieler, siehe Júnior (Fußballspieler, 1954)
- Luis Carlos de Morais Junior, brasilianischer Philosoph und Hochschullehrer
- Manoel Ferreira dos Santos Júnior (* 1967), brasilianischer Ordensgeistlicher, Bischof von Registro
- Manuel dos Santos Júnior (* 1939), brasilianischer Schwimmer
- Marcelo da Silva Júnior (Marcelo; * 1988), brasilianischer Fußballspieler, siehe Marcelo (Fußballspieler, 1988)
- Márcio de Souza Gregório Júnior (* 1986), brasilianischer Fußballspieler
- Marcos Júnior (* 1993), brasilianischer Fußballspieler
- Maurício José da Silveira Júnior (* 1988), brasilianischer Fußballspieler, siehe Maurício (Fußballspieler, Oktober 1988)
- Michael Junior (* 1986), belgischer Sänger
- Mozart Gurgel Valente Júnior (1917–1970), brasilianischer Diplomat
- Murillo de Miranda Bastos Júnior (* 1920), brasilianischer Diplomat
- Neymar da Silva Santos Júnior (* 1992), brasilianischer Fußballspieler, siehe Neymar
- Osvaldo José Martins Júnior (* 1982), brasilianischer Fußballspieler
- Paulo Afonso Santos Júnior (Paulão; * 1982), brasilianischer Fußballspieler
- Paulo Roberto de Oliveira Júnior (* 1977), brasilianischer Fußballspieler
- Renato de Araújo Chaves Júnior (* 1990), brasilianischer Fußballspieler
- Renato Augusto Santos Júnior (* 1992), brasilianischer Fußballspieler, siehe Renato Augusto (Fußballspieler, 1992)
- Renato Carlos Martins Júnior (* 1987), brasilianischer Fußballspieler
- Ricardo Pires Santos Júnior (* 1987), brasilianischer Fußballspieler, siehe Ricardo Pires
- Roque Júnior (* 1976), brasilianischer Fußballspieler
- Rosalvo Cândido Rosa Júnior (* 1991), brasilianischer Fußballspieler
- Ruy Franco de Almeida Junior (* 1989), brasilianischer Fußballspieler
- Samuel Iling-Junior (* 2003), englischer Fußballspieler
- Sérgio Antônio Borges Júnior, brasilianischer Fußballspieler, siehe Serginho (Fußballspieler, 1986)
- Sidnei dos Santos Júnior (Sidão; * 1982), brasilianischer Volleyballspieler
- Stênio Júnior (* 1991), brasilianischer Fußballspieler
- Valci Júnior (* 1987), brasilianischer Fußballspieler
- Vinícius Júnior (* 2000), brasilianischer Fußballspieler
- Vítor Silva Assis de Oliveira Júnior (* 1986), brasilianischer Fußballspieler, siehe Vítor Júnior
- Wanderley dos Santos Monteiro Júnior (* 1988), brasilianischer Fußballspieler, siehe Wanderley (Fußballspieler, 1988)
- Wanderley Machado da Silva Junior (* 1965), brasilianischer Fußballtrainer
- Wilson Rodrigues de Moura Júnior (* 1984), brasilianischer Fußballspieler